# لوسي شابيرو
لوسي شابيرو (بالإنجليزية: Lucy Shapiro)‏ مواليد 16 يوليو 1940 في نيويورك، ولاية نيويورك، هي عالمة أحياء وأستاذة في علم الأحياء التنموي في كلية الطب بجامعة ستانفورد. وهي أستاذة أبحاث السرطان ومديرة مركز بيكمان للطب الجزيئي والوراثي. أسست مجالاً جديداً في علم الأحياء التطوري، وذلك باستخدام الكائنات الحية الدقيقة في دراسة المسائل الأساسية في علم الأحياء التطوري. وقد عزز عملُها فهمَ أساس الخلايا الجذعية والتنوع البيولوجي. وقد ساعدت أفكارُها الباحثين على تطوير أدوية جديدة لمكافحة مقاومة المضادات الحيوية والأمراض المعدية الناشئة. حصلت في عام 2013 على الميدالية الوطنية للعلوم.

## النشأة والتعليم
وُلدت لوسي شابيرو في مدينة نيويورك ونشأت في بروكلين، حيث دخلت المدرسة الابتدائية في المدارس العامة في نيويورك. ثم دخلت في مدرسة نيويورك العليا للموسيقى والفنون مع تخصص في الفنون الجميلة.
حصلت على بكالوريوس في الفنون الجميلة وعلم الأحياء من كلية بروكلين في عام 1962. كتبت أطروحة جامعية عن الشاعر الإيطالي دانتي أليغييري، واستكشفت لماذا اختار الكتابة بالعامية بدلا من اللغة اللاتينية. بعدها أقنعها البروفيسور ثيودور شيدلوفسكي [الإنجليزية] في جامعة روكفلر بدراسة الكيمياء العضوية، أصبحت مهتمةً بالكيمياء العضوية وغيرت مسار دراستها. حصلت على الدكتوراه في البيولوجيا الجزيئية في عام 1966 من كلية ألبرت آينشتاين للطب.
نشرت شابيرو عن أيامها الأولى في بروكلين وحياتها العلمية في مجلة الكيمياء البيولوجية.

## الجوائز والتكريمات
حصلت شابيرو على العديد من التكريمات والجوائز منها:
- 2014: جائزة بيرل ميستر غرينغارد[13]
- 2012: جائزة لويزا غروس هورويتز، مع ريتشارد لوسيك [الإنجليزية] وجو لوتكينهاوس [الإنجليزية].[14][15]
- 2012: وسام العميد من كلية الطب بجامعة ستانفورد
- 2011: الميدالية الوطنية للعلوم[8][9]
- 2009: جائزة مؤسسة غيردنر الدولية مع ريتشارد لوسيك [الإنجليزية].[11][16][17]
- 2003: انتخبت إلى الجمعية الفلسفية الأمريكية.[18]
- 1994: الأكاديمية الوطنية للعلوم.[7]
- 1993: الأكاديمية الأمريكية للأحياء الدقيقة.
- 1992: الأكاديمية الأمريكية للفنون والعلوم.
- 1991: معهد الطب التابع للأكاديمية الوطنية للعلوم.

## المناصب الأكاديمية
تسلمت لوسي شابيرو العديد من المناصب الأكاديمية منها:
- 1967-1986: أستاذ مساعد، أستاذ مشارك، أستاذ في كلية ألبرت إينشتاين للطب في نيويورك.
- 1977-1986: رئيس قسم البيولوجيا الجزيئية في كلية ألبرت إينشتاين للطب في نيويورك.
- 1981-1986: مدير شعبة العلوم البيولوجية في كلية ألبرت إينشتاين للطب في نيويورك.
- 1989-1997: مؤسس ورئيس قسم التنموية في كلية ستانفورد للطب في جامعة ستانفورد، كاليفورنيا.
- 1989: أستاذ بقسم علم الأحياء التنموي في كلية ستانفورد للطب في جامعة ستانفورد، كاليفورنيا.
- 2001: مدير مركز بيكمان للطب الجزيئي والوراثي في كلية ستانفورد كلية الطب في جامعة ستانفورد، كاليفورنيا.